# フランシスコ・ピカソ
フランシスコ・ピカソ（Francisco Picasso、1982年6月19日 -）は、ウルグアイの競泳選手である。
ウルグアイ代表として以下の大会に出場。
2000年には200m個人メドレー、翌年には50m自由形で2008年北京オリンピックに出場した。
世界選手権：2003年、2005年、2007年
パンアメリカン競技大会: 1999 年、2003 年、2007 年